# 汤立悉
汤立悉（?—?），又作汤立志，8世纪后期东女国（今四川省金川县勒乌镇）国王。
东女国曾经一度以女子为王，至汤立悉时又以男子为王。唐高祖时，女王汤滂氏；武则天时，国王敛臂、俄琰儿；唐玄宗时，国王赵曳夫相继向唐朝朝贡。贞元九年（793年）七月，东女国王汤立悉与哥邻国（今马尔康县马尔康镇）王董卧庭、白狗国（今马尔康县沙尔宗镇）王罗陀忽、逋租国（今小金县沃日镇）王弟邓吉知（邓告知）、南水国（今班玛县赛来塘镇）王侄薛尚悉曩、弱水国（今金川县观音桥镇）王董辟和（董避和）、悉董国（今壤塘县尕多乡刑木达村）王汤息赞、清远国（今阿坝县阿坝镇）王苏唐磨、咄霸国（今红原县龙日镇龙日坝）王董藐蓬，各率其部落去见剑南西川节度使韦皋内附。带着天宝年间唐朝所赐官诰共三十九通来进献。西川节度使韦皋将他们安置在维州（今理县杂谷脑镇）、霸州（今理县桃坪镇）、保州（今理县薛城镇）等州，给以粮种耕牛，安乐生业。汤立悉等数国王到长安朝见唐德宗，唐德宗于麟德殿召见他们。授汤立悉银青光禄大夫、归化州（今理县上孟乡塔斯村）刺史；邓吉知试太府少卿兼丹州（今理县米亚罗镇）长史；薛尚悉曩试少府少监兼霸州长史；董卧庭走到绵州去世，赠武德州（今理县上孟乡绿叶村）刺史，命其子利啰为保宁都督府（今理县下孟乡）长史，袭哥邻王。汤立悉之妹乞悉漫非常有才智，跟随其兄来朝，封和义郡夫人。属下大首领董卧卿等，都给授官。又授东女国王兄长汤厥为银青光禄大夫、试太府卿；清远王弟苏历颠为银青光禄大夫、试卫尉卿；南水国王薛莫庭及汤息赞、董藐蓬，女国唱后汤拂庭、美玉钵、南郎唐，都授银青光禄大夫、试太仆卿。松州羌二万口相继入附。其粘信部落主董梦葱，龙诺部落主董辟忽，都授试卫尉卿。汤立悉等都参加第二年元日朝会，赐给以金帛遣还。皇帝下诏加韦皋统押近界羌、蛮及西山八国使。其部落世袭刺史等官，但他们还是暗通吐蕃，被称为“两面羌”。